# Brasão de Fortaleza
O Brasão de Fortaleza foi idealizado por Tristão de Alencar Araripe e é utilizado em documentos oficiais da prefeitura e do poder legislativo municipal da cidade, bem como na ornamentação e na composição de prédios públicos da cidade. O brasão figura também na bandeira de Fortaleza.

## História
O brasão foi criado por Tristão de Alencar Araripe em meados de 1890, em suas primeiras versões tinha cores mais fortes e traços um tanto rústicos. Veio ser alterado somente na gestão do ex-prefeito de Fortaleza Juraci Magalhães, e não foi usado para simbolizar obras e ações da gestão de Juraci. Em seu lugar aparecia logotipo criada para demarcar sua administração.
Em 2005, no início da gestão da ex-prefeita Luizianne Lins (PT) o brasão é novamente alterado, recebe algumas modernizações e volta a compôr as ações da prefeitura, aparecendo em documentos, obras e propagandas institucionais. Contudo, ao lado do brasão foi adicionado o que foi chamado de slogan da cidade, a frase Fortaleza Bela, garantindo uma marca com a administração de Luizianne. Foi utilizada nas suas duas gestões.
Em Fortaleza, existe lei específica que determina o uso obrigatório do brasão do município como símbolo da cidade — a Lei 023/2005, de autoria do vereador Iraguassu Teixeira — que tem como principal argumento "a necessidade de haver a indexação do símbolo à cidade, e não às pessoas que a governam, exercem cargos políticos ou assumem cargos comissionados, evitando promoções pessoais.
No início de 2013, poucas semanas após assumir o comando do município, a gestão de Roberto Cláudio, decide alterar o brasão de Fortaleza, dando um aspecto mais limpo e suave. Contudo, o projeto de lei 0265/2013, que ainda se encontra em tramitação na Câmara Municipal de Fortaleza, busca a maior harmonização do brasão especificado pelo Art 3º da lei 1.346 de 11 de novembro de 1958 com os outros brasões municipais usados por grandes cidades brasileiras.

## Características
De fundo azul e coroa mural de cor ouro. Tem a divisa Fortitudine (que, traduzido do latim, significa "força", "fortaleza"), de semblante preto em listel branco enramado em dois galhos: um de fumo e outro de algodão, ambos em flor e ao natural.
A coroa do castelo central, de oito torres (sendo cinco visíveis), representa o valor de uma capital de estado.